# Imre Bujdosó
Imre Bujdosó (Berettyóújfalu, 12 de febrero de 1959) es un deportista húngaro que compitió en esgrima, especialista en la modalidad de sable.
Participó en dos Juegos Olímpicos de Verano, obteniendo en total dos medallas, ambas en la prueba por equipos: oro en Seúl 1988 (junto con László Csongrádi, Imre Gedővári, György Nébald y Bence Szabó) y plata en Barcelona 1992, (con Bence Szabó, Csaba Köves, György Nébald y Péter Abay).
Ganó seis medallas en el Campeonato Mundial de Esgrima entre los años 1982 y 1991, y una medalla de oro en el Campeonato Europeo de Esgrima de 1991.

## Palmarés internacional
| Juegos Olímpicos   | Juegos Olímpicos     | Juegos Olímpicos  | Juegos Olímpicos  |
| Año                | Lugar                | Medalla           | Prueba            |
| ------------------ | -------------------- | ----------------- | ----------------- |
| 1988               | Seúl (Corea del Sur) | Medalla de oro    | Sable por equipos |
| 1992               | Barcelona (España)   | Medalla de plata  | Sable por equipos |
| Campeonato Mundial |                      |                   |                   |
| Año                | Lugar                | Medalla           | Prueba            |
| 1982               | Roma (Italia)        | Medalla de oro    | Sable por equipos |
| 1983               | Viena (Austria)      | Medalla de plata  | Sable por equipos |
| 1985               | Barcelona (España)   | Medalla de bronce | Sable por equipos |
| 1986               | Sofía (Bulgaria)     | Medalla de plata  | Sable individual  |
| 1990               | Lyon (Francia)       | Medalla de plata  | Sable por equipos |
| 1991               | Budapest (Hungría)   | Medalla de oro    | Sable por equipos |
| Campeonato Europeo |                      |                   |                   |
| Año                | Lugar                | Medalla           | Prueba            |
| 1991               | Viena (Austria)      | Medalla de oro    | Sable por equipos |